# Laura Cantrell
Laura Cantrell (Nashville, Tennessee, EE. UU., 1967) es una cantante de música country, compositora musical y DJ. 

## Biografía
Cantrell se mudó de su Nashville natal a Nueva York para estudiar derecho y contabilidad en Columbia College. Comenzó a trabajar de DJ en la emisora de la Universidad, la WKCR, hasta que pasó a la emisora WFMU, tras su graduación en 1993. Allí, presentaba un programa semanal de música country, y de tiempos pasados, en un programa radiofónico de la WFMU en Nueva Jersey, llamado The Radio Thrift Shop. Desde octubre de 2005, solo ha hecho apariciones ocasionales en la emisora.
Su carrera de cantante comenzó cuando aún estaba en el instituto,  actuando con varios grupos locales.
Posteriormente, hizo amistad con John Flansburgh y John Linnell, integrantes del dúo They Might Be Giants, con quienes también canta en la versión de la conocida canción sudafricana "The lion sleeps tonight", retitulada "The Guitar", incluida en el disco Apolo 18.
Cantrell alcanzó amplio reconocimiento en 2000, con su álbum de debut Not the Tremblin' Kind. Igualmente, ha tenido buena acogida de crítica en prensa como The New York Times, Wall Street Journal, Elle, BBC, etcétera. También ha colaborado con The New York Times y Vanity Fair.
En 2011, Cantrell publicó Kitty Wells Dresses: Songs Of the Queen of Country Music, un disco en honor a Kitty Wells, una de sus heroínas de la música country.

## Discografía
Laura Cantrell ha publicado los siguientes trabajos:

### Álbumes
- 2000: Not the Tremblin' Kind .
- 2002: When the Roses Bloom Again.
- 2005: Humming by the Flowered Vine.
- 2008: Trains and Boats and Planes.
- 2011: Kitty Wells Dresses: Songs of the Queen of Country Music. Tributo a Kitty Wells.[5][6]
- 2014: No Way There From Here

### EP
- 1996 Laura Cantrell (Hello Records 67).
- 2002 All the Same to You.
- 2004The Hello Recordings - Reissue of 1996 EP.
- 2006 Humming Songs: Acoustic Performances from the Flowered Vine.

### Otros
- 2001 This Is Next Year: A Brooklyn-Based Compilation - (Arena Rock Recording Co.)
- 2003 Feather by Feather (Drag City Records).